# Hernán Bruno
Hernán Bruno (Ramos Mejía) es un futbolista argentino que juega de centrocampista, surgido de las divisiones inferiores del Deportivo Morón, que se destaca por sus quites, manejo y distribución del balón.
Su debut en fue el 19 de mayo de 2007, en el encuentro en el que el Gallo perdió por 1 a 0 ante Social Español.
Actualmente Remisero
Actualmente juega en el Club Mercedes de Mercedes, se sumó de cara al Federal B 2017.[cita requerida]